# LAHAT
LAHAT (англ. LAser Homing ATtack missile; также ивр. להט‎ [лахат] «накал») — израильская лёгкая противотанковая управляемая ракета, оснащённая полуактивной лазерной головкой самонаведения. Была разработана подразделением MBT Missiles Division фирмы «Израиль Эркрафт Индастриз» (IAI). Позиционируется производителем, как система предназначенная для поражения различных типов целей: наземных (бронетехника, инженерные и фортификационные сооружения), кораблей и вертолётов (включая движущиеся). При этом используются высокочувствительные и высокоточные датчики способные поразить цель не в зависимости от погоды.
Атакует цель сверху под углом 30 градусов. Для подсветки цели на конечном участке полета могут использоваться БПЛА, пехотинцы с лазерными целеуказателями или другие танки.

## История проекта
LAHAT является инициативной разработкой IAI, начатой в 1992 году..

## Конструкция
Первоначально LAHAT предназначалась для стрельбы из 105-мм танковой пушки M68 или 120-мм пушек MG251 (MG253) танков Меркава, но может применяться на всех типах орудий указанных калибров, включая безоткатные орудия, и трубчатые пусковые установки размещённые на различных типах платформ:
- патрульных катерах (т. н. англ. Naval LAHAT),
- БПЛА,
- вертолётах,
- автомобилях типа HMMWV и легкобронированной технике,
- ЗСУ и др.

В отличие от других типов танковых боеприпасов, наличие пушки для LAHAT не является обязательным условием применения.
Полуактивная лазерная система наведения LAHAT позволяет осуществлять, как прямое — со стреляющей платформы, так и непрямое наведение — когда цель подсвечивается лазерным лучом со стороны (например, с другого танка, вертолёта, БПЛА, или наводчиком-оператором), что обеспечивает ведения огня по целям вне зоны видимости, а также с закрытых позиций. Подсветка цели ведётся в течение только 2–3 секунд на конечном (управляемом) участке траектории полета ракеты (что затрудняет цели обнаружение её захвата ракетой и организации противодействия).
При пуске с наземной платформы ракета имеет дальность 6–8 км и 8–13 км для условий воздушного запуска. Промах ракеты (КВО), как правило не превышает 0,7 метра; атакуя цель LAHAT пикирует на неё под углом около 30°, обеспечивая бронепробиваемость до 800 миллиметров гомогенной брони, в том числе при наличии динамической защиты (за счёт применения предзаряда тандемной кумулятивной боевой части). На танках LAHAT укладывается, подобно другим типам боеприпасов, — в стойку.

## Тактико-технические характеристики
- Максимальная дальность:
  - Наземный пуск — 8 км[3]
  - Воздушный пуск — 13 км[3]
- Скорость полёта ракеты: ~285[3] м/с
- Бронепробитие: 800 мм гомогенной брони
- Длина: 975 мм
- Диаметр: 104,5 мм
- Масса:
  - выстрела — 19 кг
  - ракеты — 12,5 кг
  - счетверённой ПУ — 75 кг (с ракетами)
- Боевая часть: кумулятивная, тандемная

## На вооружении
Израильтанк Меркава
 ИндияАрджун, танк EX (англ. Tank_EX)
 Хорватиятанки M-84D, М-95 Дегман
 Германиятанк Леопард 2
 Азербайджанвертолет Ми-17